# Arturo Labriola
Arturo Labriola (Nápoles, 22 de enero de 1873 - 23 de junio de 1959) fue un economista y político italiano.
Estudió derecho y se unió al Partido Socialista Italiano en 1895, siendo uno de los representantes del ala revolucionaria. Participó en los disturbios de 1898, y debido a eso tuvo que huir para evitar ser arrestado. Regresó a Italia en 1900, y en 1902 empezó a publicar un semanario llamado Socialista Avanguardia que se convirtió en la publicación más importante del sindicalismo revolucionario italiano. Posteriormente evolucionó hacia posiciones reformistas, llegando a entrar en el Parlamento. En 1918 fue alcalde de Nápoles. Favorable a la participación de Italia en la Primera Guerra Mundial, ejerció posteriormente como ministro de Trabajo en los últimos gabinetes de Giovanni Giolitti (1920).
Exiliado en Francia debido al fascismo, regresó a Italia en diciembre de 1935 durante la Invasión de Abisinia, por la cual se había mostrado abiertamente favorable, y a partir de ese momento se acercó al fascismo enviando una carta de alabanza a Mussolini durante la guerra de Etiopía: "Le aseguro a Vuestra Excelencia de mis sentimientos de profunda simpatía". De 1936 a 1943 fue colaborador de la publicación mensual de Nicola Bombacci La Verità, revista política alineada sobre las posiciones del socialismo nacional, y cercano al sector revolucionario y de izquierda del régimen fascista. En 1946 fue elegido en la Asamblea constituyente por el partito Alleanza Democratica della Libertà, y más tarde senador en 1948.
Arturo Labriola fallece en Nápoles a a edad de 86 años.

## Obras
- La teoria del valore di C. Marx, Studio sul III libro del Capitale (1899)
- Riforme e rivoluzione sociale (1904, 1906)
- Karl Marx, L'Économiste, Le Socialiste (1910)
- Storia di dieci anni (1910)
- La guerra di Tripoli e l'opinione socialista (1912)
- Spiegazioni a me stesso